# Hagenau
Hagenau (amtlich französisch Haguenau [agˈno], elsässisch Hàwenàu) ist eine französische Stadtgemeinde im Nordosten der Europäischen Gebietskörperschaft Elsass in der Region Grand Est.
Mit 35.715 Einwohnern (Stand 1. Januar 2021) ist Hagenau nach Straßburg die zweitgrößte Gemeinde im Département Bas-Rhin, dem historischen Unterelsass. Die Hagenauer Bevölkerung wuchs zwischen 1968 und 2006 von 22.644 auf 34.891 Einwohner an. Der Großraum Hagenau (aire urbaine) wuchs im gleichen Zeitraum von 43.904 Einwohnern (1968) auf 64.562 Einwohner (2006).
Das von Kaiser Friedrich Barbarossa zur Reichsstadt erhobene Hagenau fiel durch den Westfälischen Frieden 1648 an Frankreich.

## Geographie
Die Gemeinde liegt in der Oberrheinischen Tiefebene auf 145 m ü. NHN und liegt an der Moder. Die gleichnamige Kleinstadt ist Hauptort des Arrondissements Haguenau-Wissembourg. Sie befindet sich rund 30 Kilometer nördlich der Regionshauptstadt Straßburg, etwa 40 Kilometer westlich von Baden-Baden, 60 Kilometer südwestlich von Karlsruhe und 90 Kilometer südöstlich von Saarbrücken.
Der die Gemeinde umgebende Heilige Forst (Forêt de Haguenau) ist das größte geschlossene Waldgebiet in der elsässischen Ebene.

## Geschichte
Der nördlich von Hagenau (lateinisch Hagenoa) gelegene Heilige Forst (später auch Hagenauer Reichswald genannt, heute Forêt de Haguenau) ist nach den acht Klöstern benannt, die ihn umgaben. Der etwa 30 km breite Wald stellte im Mittelalter eine dichte Wildnis dar, die nur am Rhein sowie in den Vorbergen der Vogesen passiert werden konnte. Der Forst hat eine lange Besitzgeschichte, die damit endete, dass er zum Jagdgebiet der Herzöge von Schwaben (den Staufern) wurde.

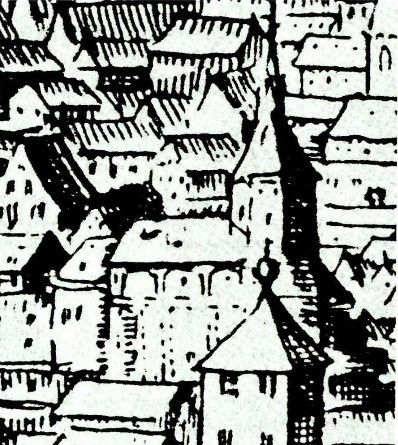
Die Kaiserpfalz Hagenau 1622, vor ihrer Zerstörung von 1687

Zu Beginn des 12. Jahrhunderts ließ Herzog Friedrich der Einäugige (1090–1147) auf einer Insel im Flüsschen Moder eine Wasserburg als Jagdsitz errichten. Er stiftete gegen 1140 im Heiligen Forst das Zisterzienserinnenkloster Koenigsbruck (Königsbrück) und ließ sich im Kloster Sankt Walburga in Walbourg bestatten. Sein Sohn, Kaiser Friedrich I. Barbarossa, baute das Jagdschloss zur Kaiserpfalz Hagenau aus. 1164 erhob er den von ihm als Residenz sehr geschätzten Ort zur Stadt. Diese hatte sich zunächst südlich der Moderinsel gebildet, auf der die Pfalz lag. Was auf dem linken Ufer des linken Moderarmes lag, also nördlich der Pfalz, war fundum proprium (Eigengut) des Kaisers. Dort gründete Barbarossa 1189 das Nikolausspital. Ebenfalls auf dem linken Moderufer scheinen sich seit Gründung der Stadt Leibeigene angesiedelt zu haben, die – auf dem Grund und Boden des Kaisers sitzend –, ihm nicht nur zehnt-, sondern auch dienstpflichtig waren. Barbarossas Sohn, König Heinrich VI., bezog ihre Wohnsitze unter dem Namen Königsau in die Befestigung der Stadt ein.
1219 erneuerte er dort sein Versprechen auf Durchführung eines Kreuzzugs.
Die Pfalz war jahrzehntelang eine der bevorzugten Königspfalzen der Staufer, in der auch Reichstage abgehalten wurden. Im dritten Obergeschoss der Pfalzkapelle wurden die Reichsinsignien aufbewahrt. Die Hagenauer Pfalz war mit 80 Aufenthalten die mit Abstand am häufigsten von deutschen Kaisern und Königen besuchte Pfalz der Stauferzeit, also deutlich mehr als beispielsweise die Pfalzen Nürnberg, Frankfurt, Worms oder Speyer. Barbarossa war zwischen 1153 und 1189 neunmal in Hagenau, Heinrich VI. achtmal, wobei er 1193 über Richard Löwenherz Gericht hielt. Außerdem waren Philipp von Schwaben, Otto IV., Friedrich II., Heinrich (VII.) und Konrad IV. dort. Kaiser Friedrich II., der als König von Sizilien meist in Italien lebte, zog bei seinen Aufenthalten in Deutschland Hagenau allen anderen Kaiserpfalzen vor. Das milde Klima der Oberrheinischen Tiefebene mag dabei ebenso eine Rolle gespielt haben wie die vom Kaiser sehr geliebte Falkenjagd, für die der Heilige Forst und die Rheinauen gute Gelegenheit boten.
Nach dem Aussterben der Staufer Mitte des 13. Jahrhunderts wurde der Forst dem Reichsgut zugeschlagen und damit zum Reichswald. Graf Rudolf von Habsburg, zu dessen Familienbesitz große Gebiete im Oberelsass zählten, wurde 1273 zum römisch-deutschen König gewählt. 1274 installierte er in der Stadt Hagenau den Sitz der königlichen Landvogtei Unterelsass. Diese umfasste die königlichen Herrschaftsrechte in den 45 Reichsdörfern des Unterelsass (= Reichspflege Hagenau) sowie die Verwaltung der königlichen Rechte in den 10 Reichsstädten des Unterelsass, darunter Hagenau. Die Oberlandvogtei wurde von den Landvögten im Elsass verwaltet, deren Sitz die Hagenauer Kaiserpfalz wurde. Als der 1314 zum König gewählte Ludwig der Bayer sich 1322 gegen die Habsburger militärisch durchgesetzt hatte, nahm er ihnen auch die Landvogtei ab. Später wurde sie von den jeweiligen Königen oder Kaisern jahrhundertelang an wechselnde Gläubiger verpfändet. Während der Pestpogrome wurde die jüdische Gemeinde von Hagenau in den Jahren 1348/49 vernichtet.  1354 wurde die Stadt zum Hauptort des elsässischen Zehnstädtebundes und erlebte bis zum Ausbruch des Dreißigjährigen Kriegs eine Blütezeit. Während dieser Phase des wirtschaftlichen Aufschwungs trafen sich 1540 im Hagenauer Religionsgespräch Fürsten und Theologen, um über Bedingungen einer Koexistenz von Protestanten und Katholiken zu verhandeln. Nach 1630 übernahmen die französischen Könige, die ab 1648 auch offiziell Regenten im Elsass wurden, die Oberlandvogtei.
Infolge des Westfälischen Friedens war Hagenau 1648 an Frankreich gefallen. Der Zehnstädtebund wollte aber nicht die Privilegien einer Freien Reichsstadt aufgeben und widersetzte sich. Im Rahmen der sogenannten Reunionspolitik ließ Ludwig XIV. in den Jahren 1673 und 1674 die zehn Städte erobern, ihre Befestigungen schleifen und unterstellte sie der französischen Provinzialverwaltung. So wurde auch Hagenau durch die Truppen des französischen Generals Joseph de Montclar niedergebrannt. Die Kaiserpfalz wurde dem Erdboden gleichgemacht, die Trümmer wurden in der 25 km östlich von Hagenau am Rhein gelegenen Vaubanschen Grenzfestung Fort-Louis verbaut. An der Stelle der vollkommen zerstörten Pfalzanlage entstand 1730 bis 1738 ein Jesuitenkolleg, das 1767 in eine Kaserne umgewandelt wurde und seit 1961 als Altenheim dient. Im Innenhof dieses Maison de Retraite steht seit 2012 eine Stauferstele, die an den früheren Lieblingssitz der Staufer erinnert.

Belagerung von Hagenau 1705

In den Jahren des Friedens zwischen Holländischem Krieg (1672–1679) und Pfälzischem Erbfolgekrieg (1688–1697) entwickelte Montclar eine Baumschule für Obstbäume auf dem Land des Marquis von Uxelles, Nicolas Chalon du Blé, in Kintzheim und Hagenau. Im Spanischen Erbfolgekrieg wurde die französische Armee 1705 von Markgraf Ludwig von Baden aus Hagenau vertrieben, doch 1706 eroberte Marschall de Villars Hagenau und Drusenheim wieder zurück und trieb die Truppen des Markgrafen über den Rhein.
In der französischen Zeit war Hagenau Hauptort des Distrikt Hagenau. Im Jahr 1846 hatte Hagenau 11.352 Einwohner. Von 1871 bis 1919 gehörte die Stadt zum deutschen Reichsland Elsaß-Lothringen. Dieses war nach dem Deutsch-Französischen Krieg 1870/71 im Frieden von Frankfurt in das Deutsche Reich eingebunden worden. In diesem war es von 1876 bis 1882 Garnisonstadt des aus Ratzeburg versetzten Lauenburgischen Jäger-Bataillons Nr. 9. Um 1900 hatte Hagenau zwei evangelische und zwei katholische Kirchen, eine Synagoge, ein Gymnasium mit Realschule, ein Museum sowie eine Stadtbibliothek und war Sitz eines Amtsgerichts.
Gegen Ende des Ersten Weltkriegs rückten nach dem Waffenstillstand von Compiègne im November 1918 französische Truppen ins Reichsland ein, die vor allem von der katholischen Bevölkerung als Befreier empfunden wurden. Durch die Bestimmungen des Versailler Vertrags kam das Gebiet zu Frankreich zurück.
Von 1940 bis 1945 stand das vom Deutschen Reich besetzte Elsass wieder unter deutscher Zivilverwaltung. Während der letzten deutschen Offensive an der Westfront („Unternehmen Nordwind“) im Januar und Februar 1945 war das zwischenzeitlich bereits von US-amerikanischen Truppen befreite Hagenau Schauplatz schwerer Stellungskämpfe und wurde weitgehend zerstört.
Bis zum Zweiten Weltkrieg hatte Hagenau eine bedeutende jüdische Gemeinde, der Schriftsteller Bernard Frank und der Fotograf Roger Corbeau (1908–1995) stammen von Hagenauer jüdischen Familien ab.

### Geschichte der Juden in Hagenau
Man findet wenige Zeugnisse der ersten Siedlung von Juden in Hagenau. Nach Johann Daniel Schöpflin kamen die ersten Juden im 12. Jahrhundert durch die Vertreibung aus Frankreich durch König Philippe-Auguste ins Elsass. Im 14. Jahrhundert sind Juden als Eigentümer von Häusern belegt. Als 6 Familien in Hagenau lebten, baute sie sich eine kleine Synagoge in der Nähe der Rue des Juifs. 1252 wurde sie restauriert und man brachte einen Gedenkstein an, der den Verweis auf das Jahr 1252, das ist 5012 nach dem jüdischen Kalender, enthält. Dieser Stein ist in der neuen Synagoge zu sehen. Im 13. Jahrhundert kam es zu Judenverfolgungen wie überall im Heiligen Römischen Reich. Kaiser Richard von Cornwall erneuert 1262 die Privilegien der Juden und sicherte ihnen seinen Schutz zu, gegen hohe Abgaben. Von den Verfolgungen ab 1333 waren auch die Hagenauer Juden betroffen. Im Jahr 1347 halfen die Juden mit, eine hohe Zahlung an den Kaiser aufzubringen, der Kaiser hob den Bann gegen die Stadt auf und die Juden erhielten wieder das Niederlassungsrecht. 1492 wurde die Synagoge wieder aufgebaut, ein Eckstein erinnerte daran. Auch dieser Stein ist in der neuen Synagoge ausgestellt. Als 1389 die Juden aus Straßburg vertrieben wurden, siedelten sich einige in Hagenau an. Im Jahr 1620 wollte die Stadt die Juden zwingen, alle in einem Stadtteil, einem Getto, zu leben, dieser Beschluss wurde nicht durchgesetzt. Im 17. Jahrhundert durften nur 6 jüdische Familien in Hagenau leben, wenn eine Familie ausstarb, durfte eine andere einziehen. Während des Dreißigjährigen Kriegs litten die Juden wie die ganze Bevölkerung des Elsass. Nach dem Westfälischen Frieden wurde das Elsass französisch. Die Situation der Juden besserte sich, so durfte sich z. B. der Jude Gerson, Lieferant der königlichen Armeen, in Hagenau niederlassen. Der Magistrat war dagegen, der Gouverneur des Elsass, Henri de Lorraine, Comte d’Harcourt, setzte sich für Gerson ein und dieser durfte bleiben. Bis 1695 war die jüdische Gemeinde von 6 Familien auf 34 angewachsen. Die Juden wurden weiterhin schwer besteuert und beklagten sich darüber. 1720 wurde eine Verordnung erlassen, die den Juden, die in Hagenau lebten, das Wohnrecht zusicherte und ebenso ihren Kindern. Die zulässigen Berufe der Juden blieben weiterhin stark eingeschränkt, sie durften z. B. kein Handwerk ausüben. Mit der Französischen Revolution fielen alle Einschränkungen für Juden weg. 1871 lebten 596 Juden in Hagenau. Während der deutschen Besatzung des Elsass von 1940 bis 1944 wurden 105 Juden aus Hagenau deportiert, viele davon wurden in Konzentrationslagern ermordet. Im Jahr 2023 bestand die jüdische Gemeinde aus 14 Mitgliedern.

### Demographie
| Jahr | Einwohner | Anmerkungen |
| ---- | --------- | --- |
| 1750 | –         | 678 Feuerstellen (Haushaltungen) |
| 1821 | 09.002    | fast nur Katholiken, bis auf ca. 50 Lutheraner, die nach Schweighausen eingepfarrt sind, und 665 Juden                                                                                          |
| 1846 | 11.352    | [ 8 ] |
| 1872 | 11.331    | am 1. Dezember, in 1350 Häusern; nach anderen Angaben 11.427 Einwohner |
| 1880 | 12.688    | am 1. Dezember, auf einer Fläche von 18.253 ha, in 1368 Häusern, davon 9.828 Katholiken, 2.161 Evangelische und 690 Juden                                                                       |
| 1885 | 13.469    | davon 10.092 Katholiken, 2.691 Protestanten und 673 Juden |
| 1890 | 14.752    | davon 3.891 Evangelische, 10.243 Katholiken und 594 Juden |
| 1900 | 17.993    | mit der Garnison (ein Infanterieregiment Nr. 137, ein Dragonerregiment Nr. 15, ein Feldartillerieregiment Nr. 31 und eine Abteilung Feldartillerie Nr. 67), davon 4.706 Evangelische, 561 Juden |
| 1905 | 18.737    | [ 8 ] |
| 1910 | 18.868    | davon 13.770 Katholiken, 4.447 Evangelische und 611 Juden |

| 1962   | 1968   | 1975   | 1982   | 1990   | 1999   | 2006   | 2017   | 2020   |
| ------ | ------ | ------ | ------ | ------ | ------ | ------ | ------ | ------ |
| 20.457 | 22.944 | 25.147 | 26.629 | 27.675 | 32.206 | 34.891 | 34.504 | 35.448 |

## Sehenswürdigkeiten
- Musée historique de Haguenau, größtes Museum des Départements Bas-Rhin außerhalb Straßburgs
- Musée alsacien de Haguenau, untergebracht im spätgotischen Gebäude der ehemaligen Kanzlei
- Musée du bagage, europaweit einzigartiges Gepäckmuseum
- Romanische und gotische Kirche Saint-Georges
- Gotische Kirche Saint-Nicolas mit barocker Ausstattung
- Reste der mittelalterlichen Stadtbefestigung: Porte de Wissembourg, Tour des Pêcheurs, Tour des Chevaliers
- Brunnen: Georgenbrunnen (Mittelalter), Bienenbrunnen (18. Jahrhundert), Delphinbrunnen (1825)
- Klassizistische Synagoge (1820, durch die Nationalsozialisten geplündert und bei der Befreiung Frankreichs durch Bombardement beschädigt, nach dem Krieg wieder aufgebaut und 1959 eröffnet[24])
- Klassizistisches Theater (1842–1846)
- Historistische Hopfenhalle (1867, erweitert 1881 und 1908)
- Evangelische Kirche (1893–1896)
- Alte Wassermühle
- Spätmittelalterliche Ancienne douane (Altes Zollhaus)
- Barocke Bürgerhäuser (18. Jahrhundert)
- Stauferstele an der Stätte der zerstörten Kaiserpfalz im Innenhof des Maison de Retraite in der Rue du Château 1. Die 2006 eingeweihte Stele stand ursprünglich in der Rue de la Moder 4b und wurde 2012 an die neue, historisch authentischere Stelle umgesetzt, die eigentlich von Anfang an geplant war.[25]

Im Ortsteil Marienthal befindet sich eine Wallfahrtskirche, die ehemalige Klosterkirche des Klosters Marienthal.

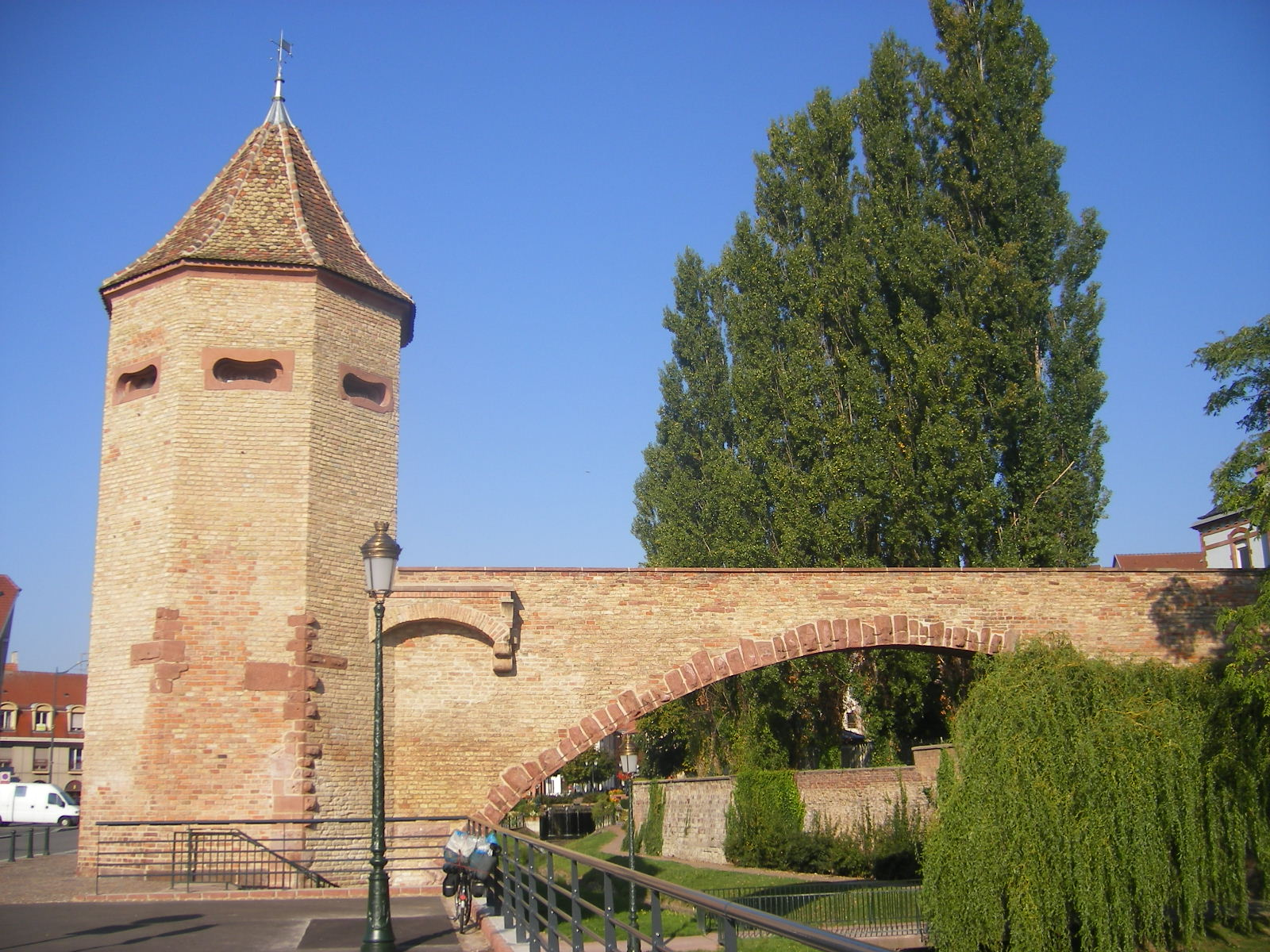
Fischertor
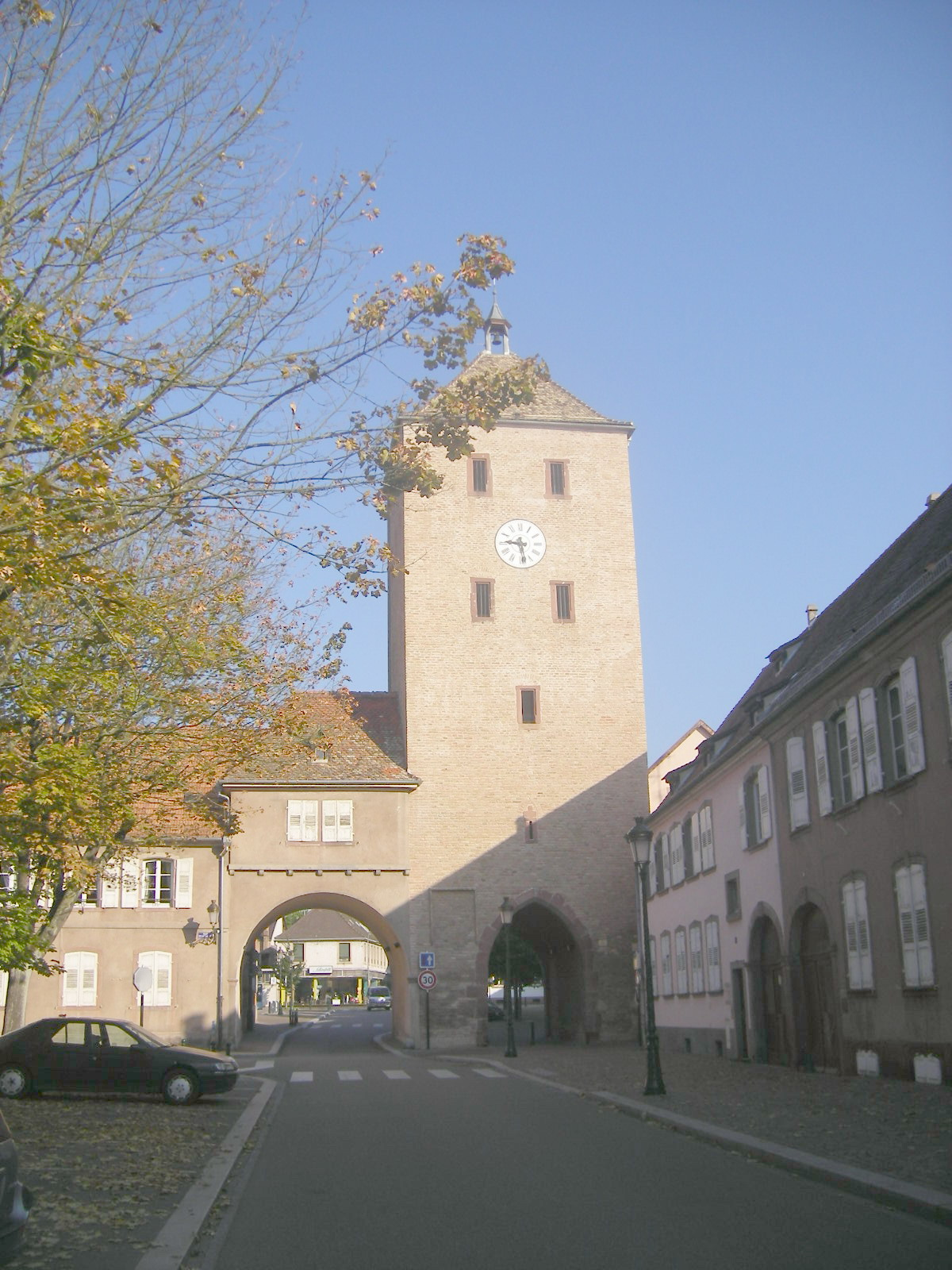
Ritterturm
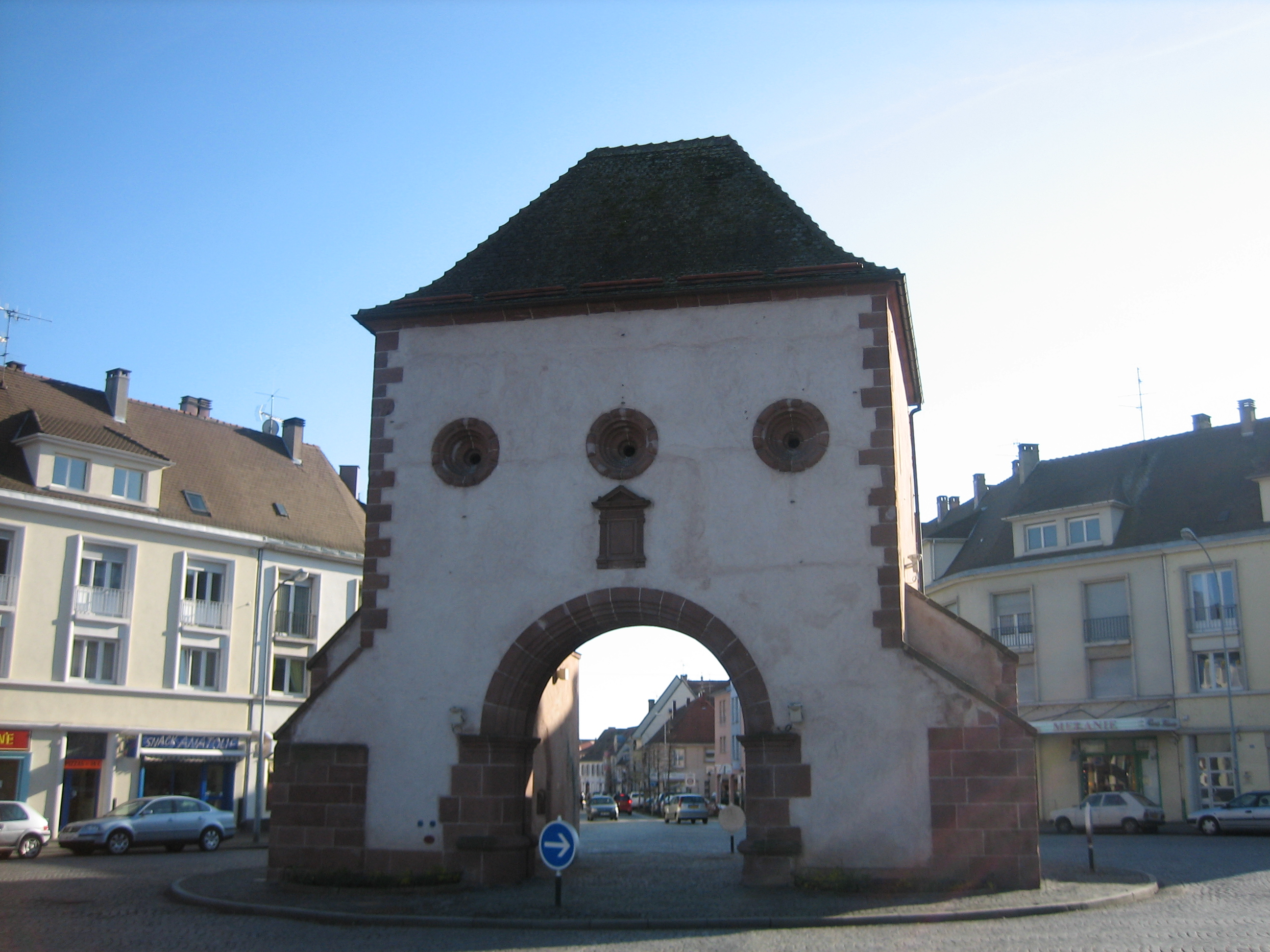
Weißenburger Tor
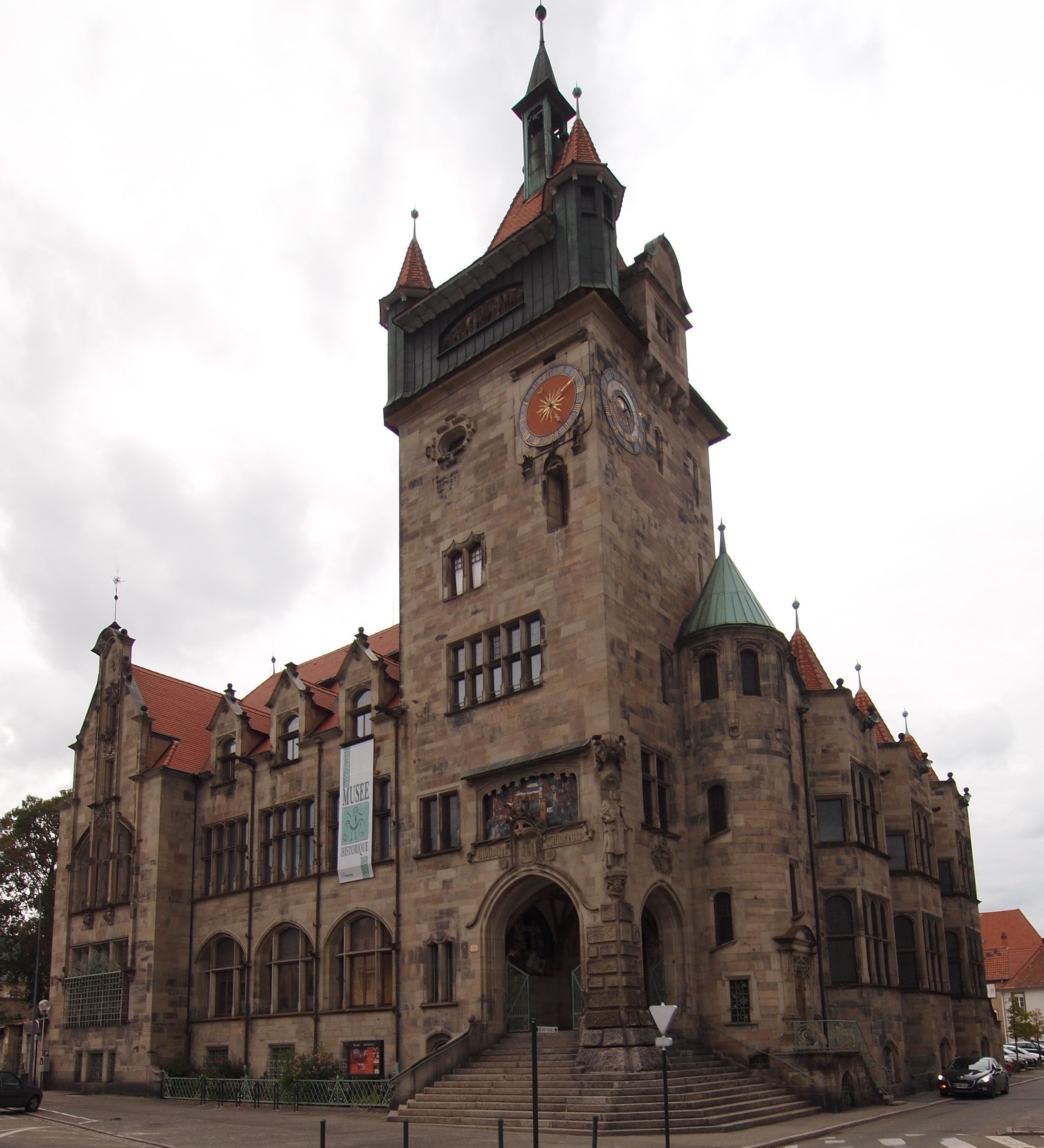
Museum für Geschichte
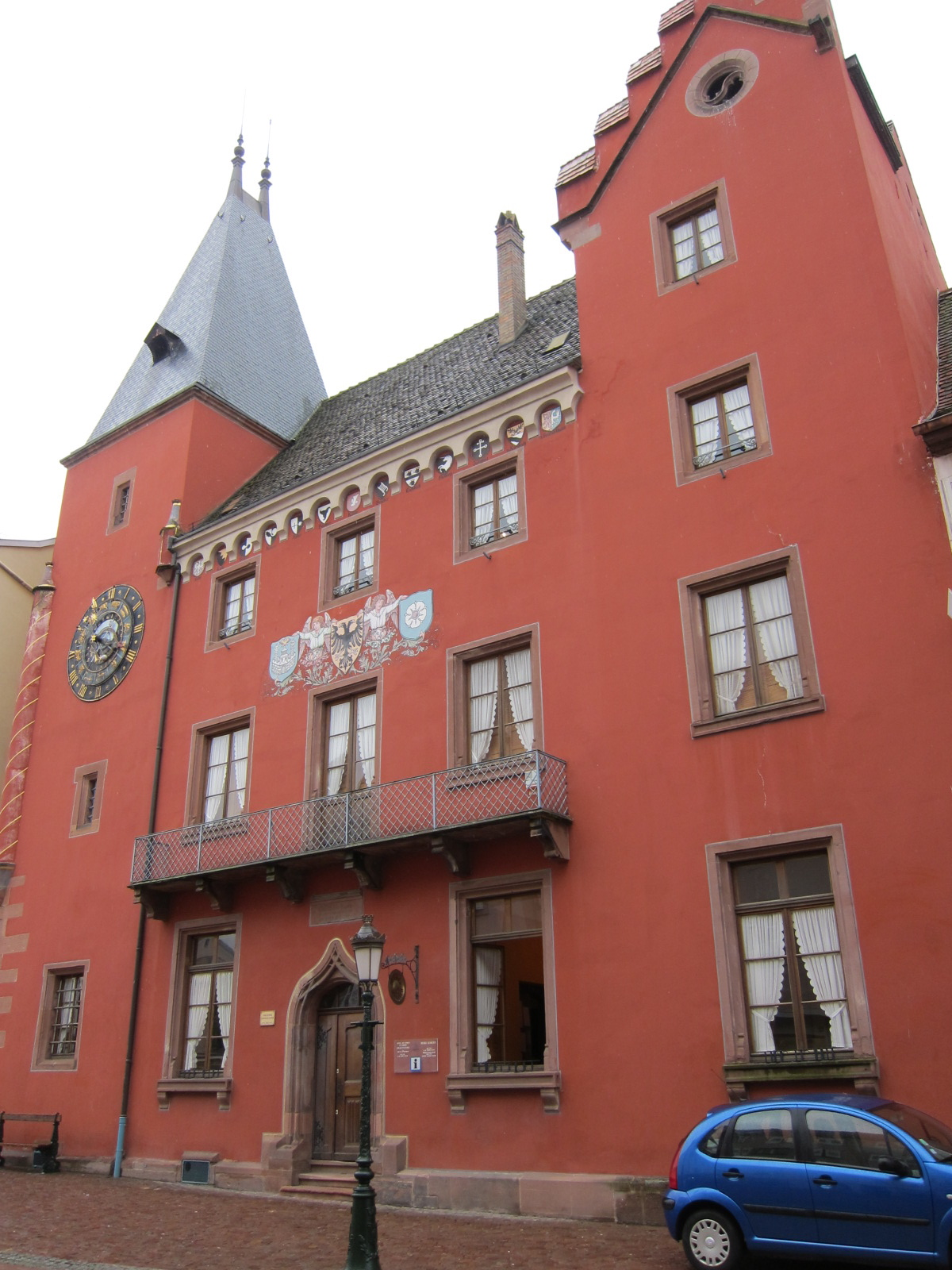
Elsässisches Museum (Ehemalige Kanzlei)
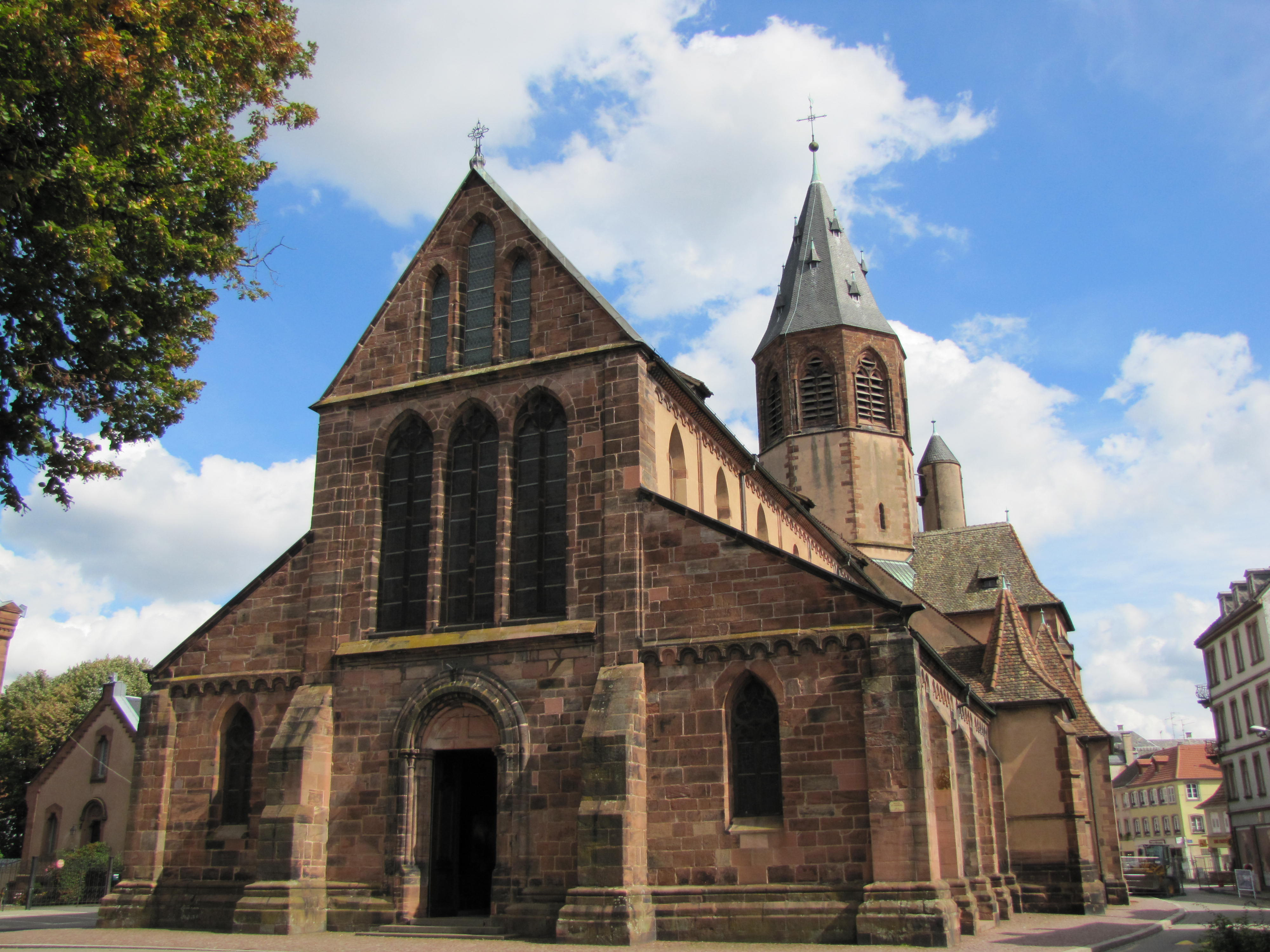
Georgenkirche
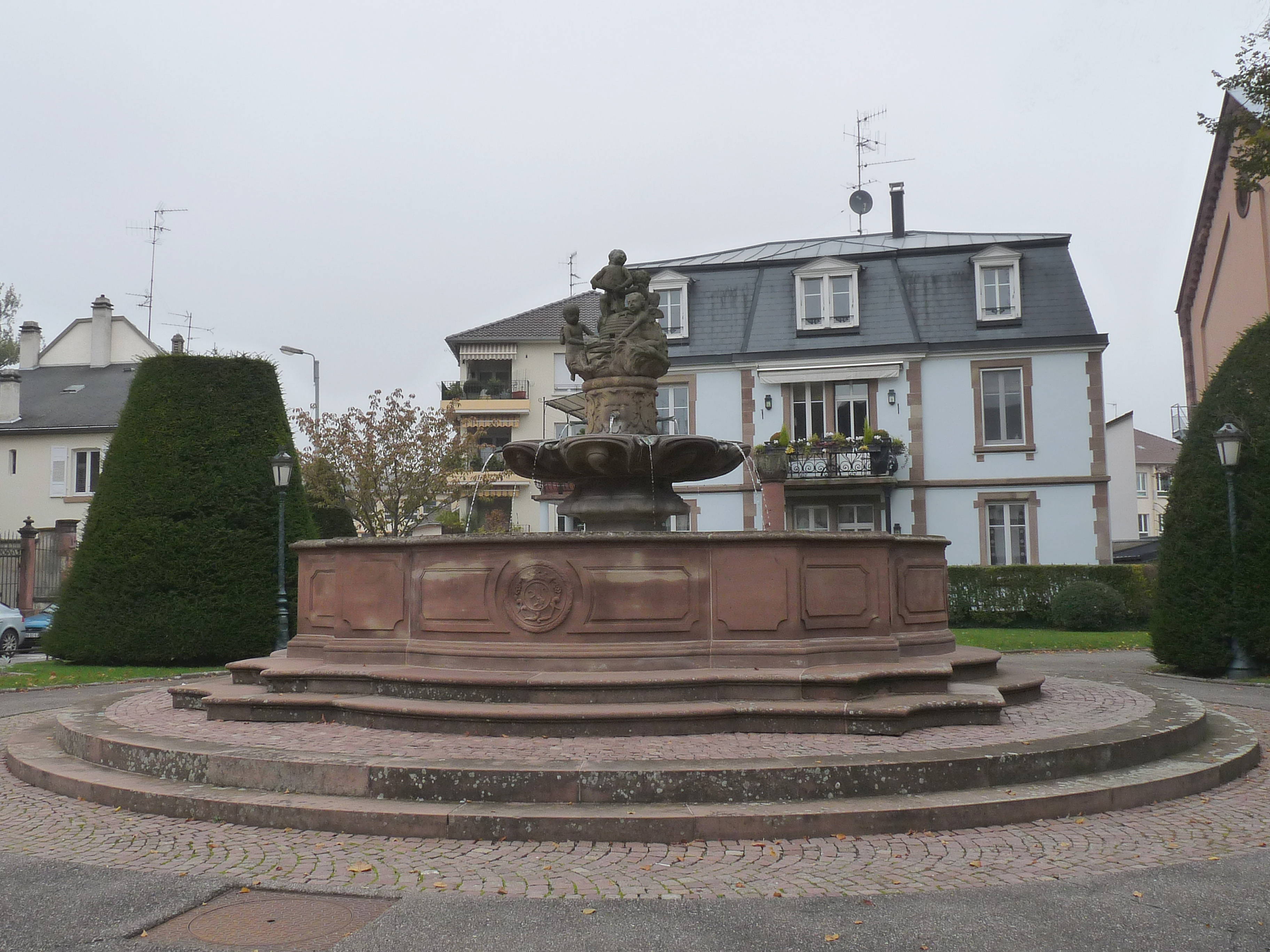
Bienenbrunnen
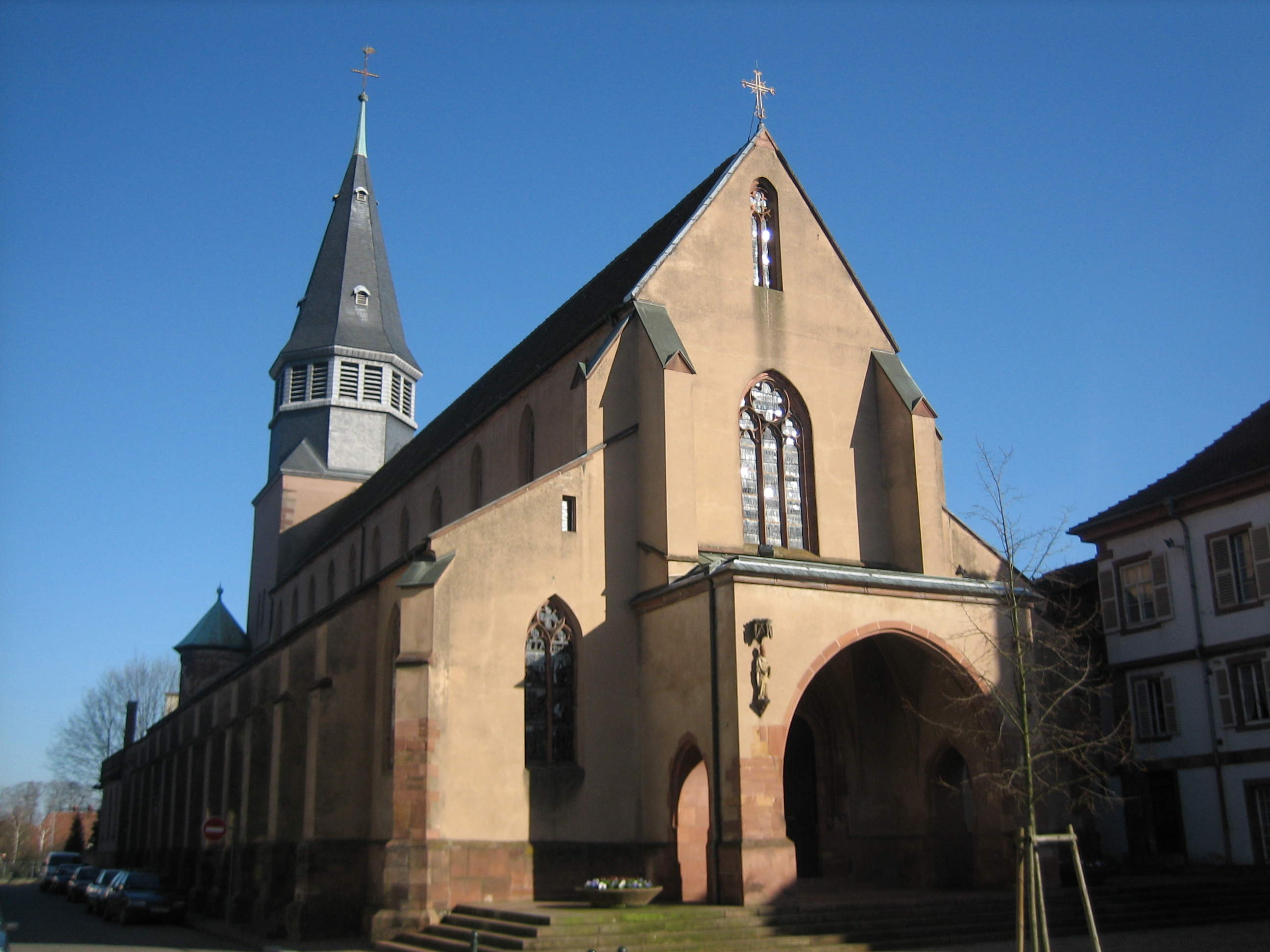
Nikolaikirche
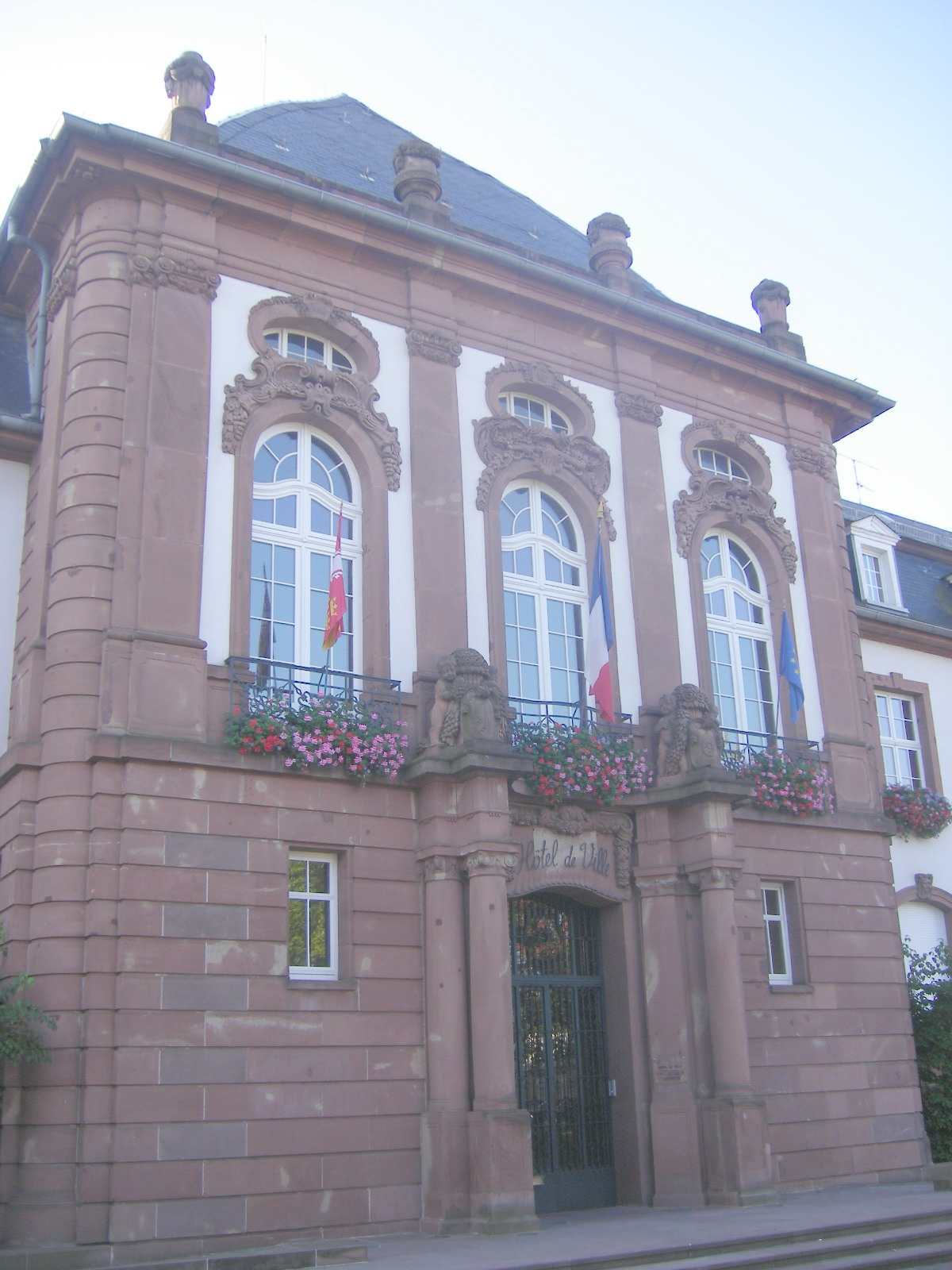
Rathaus
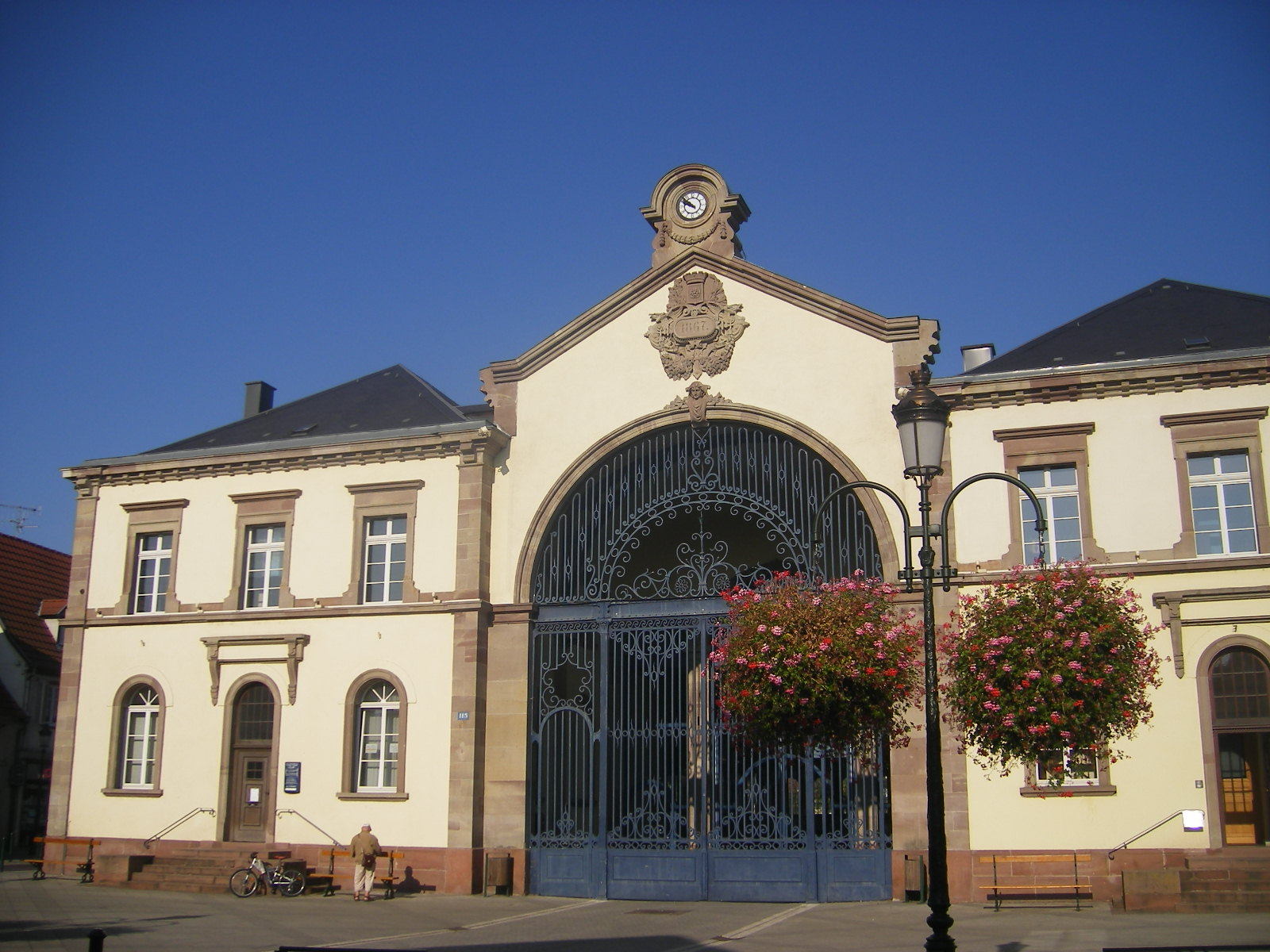
Hopfenhalle Ansicht von Osten
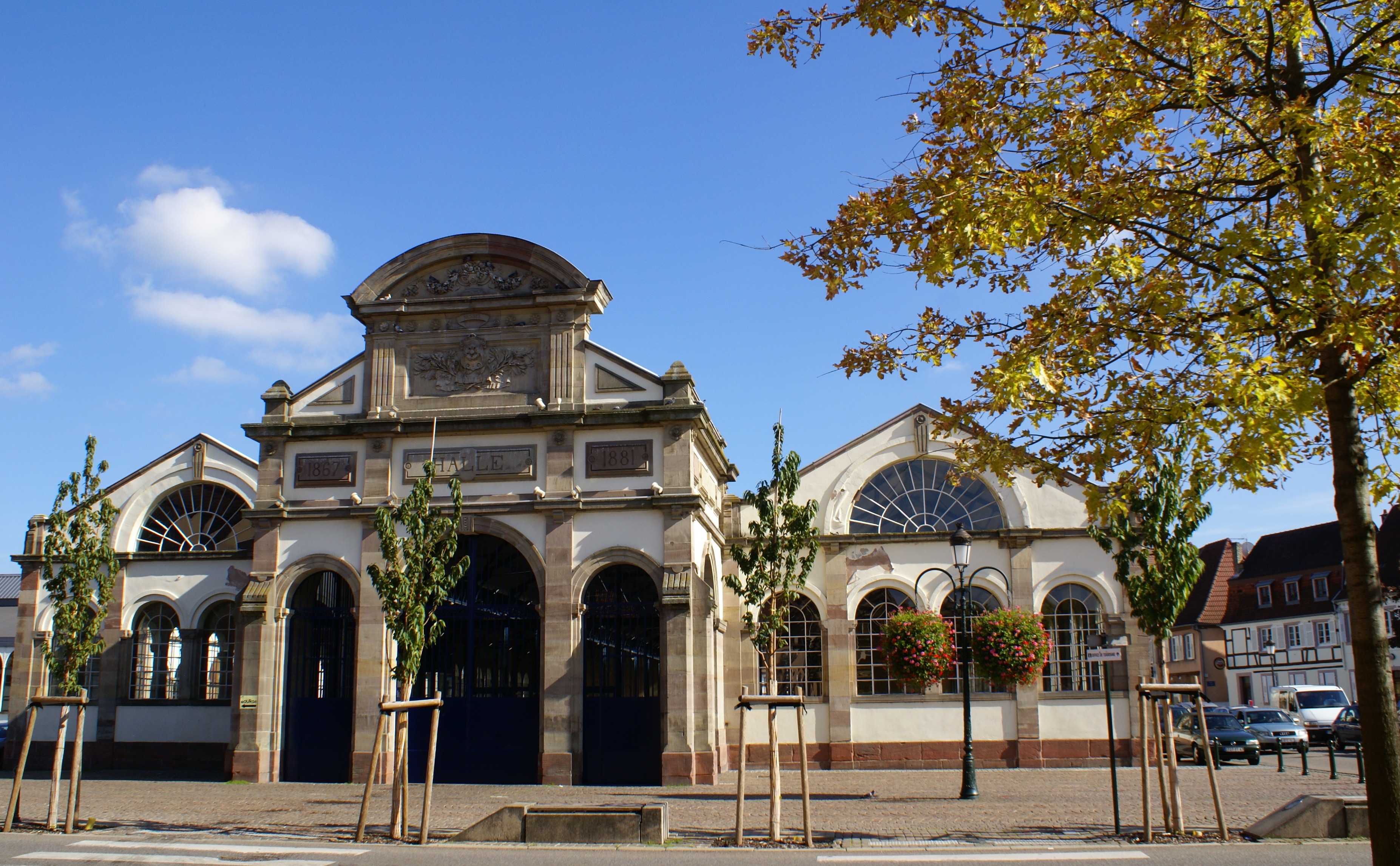
Hopfenhalle Ansicht von Westen
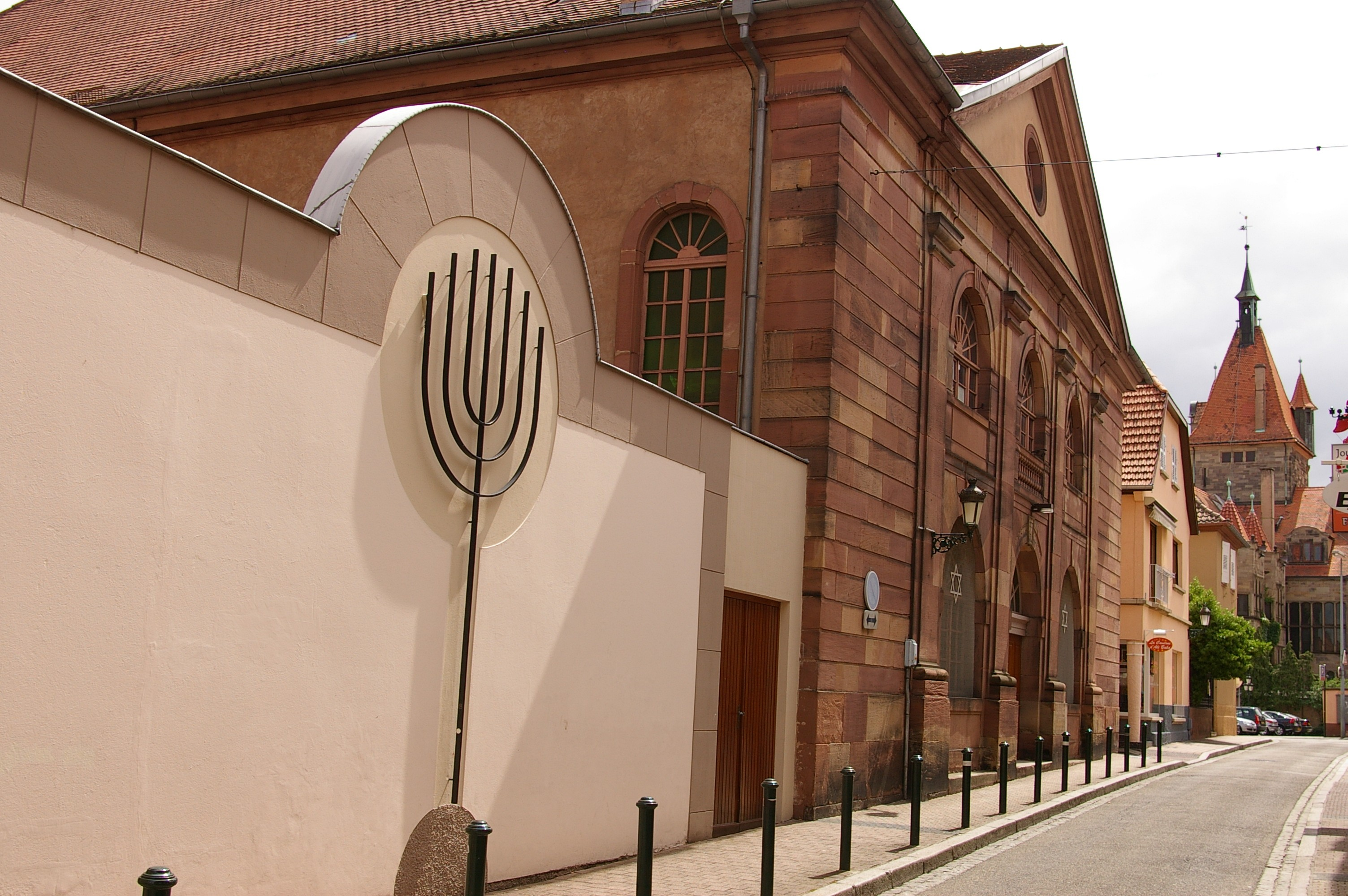
Synagoge Hagenau
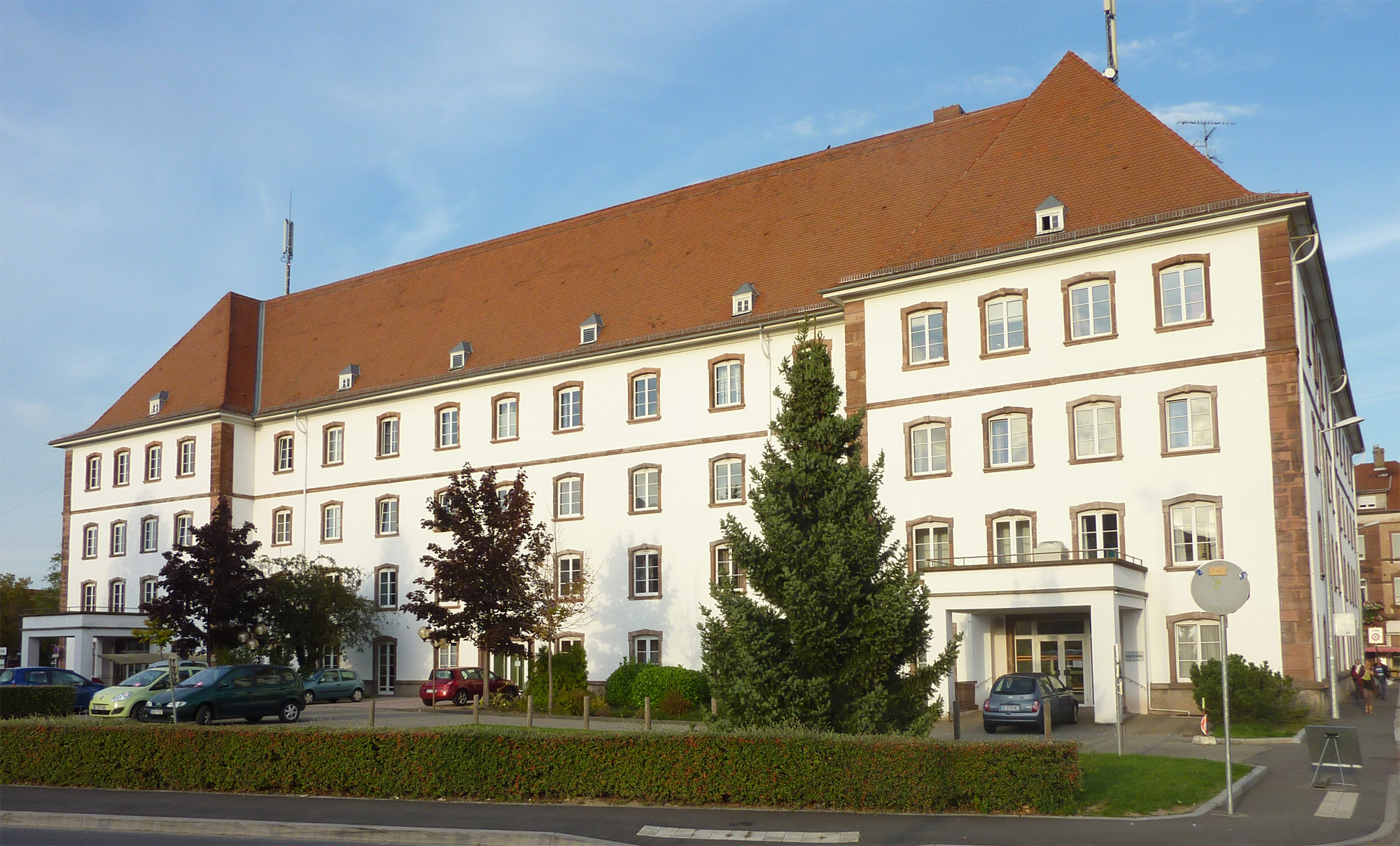
Maison de Retraite aus westlicher Richtung
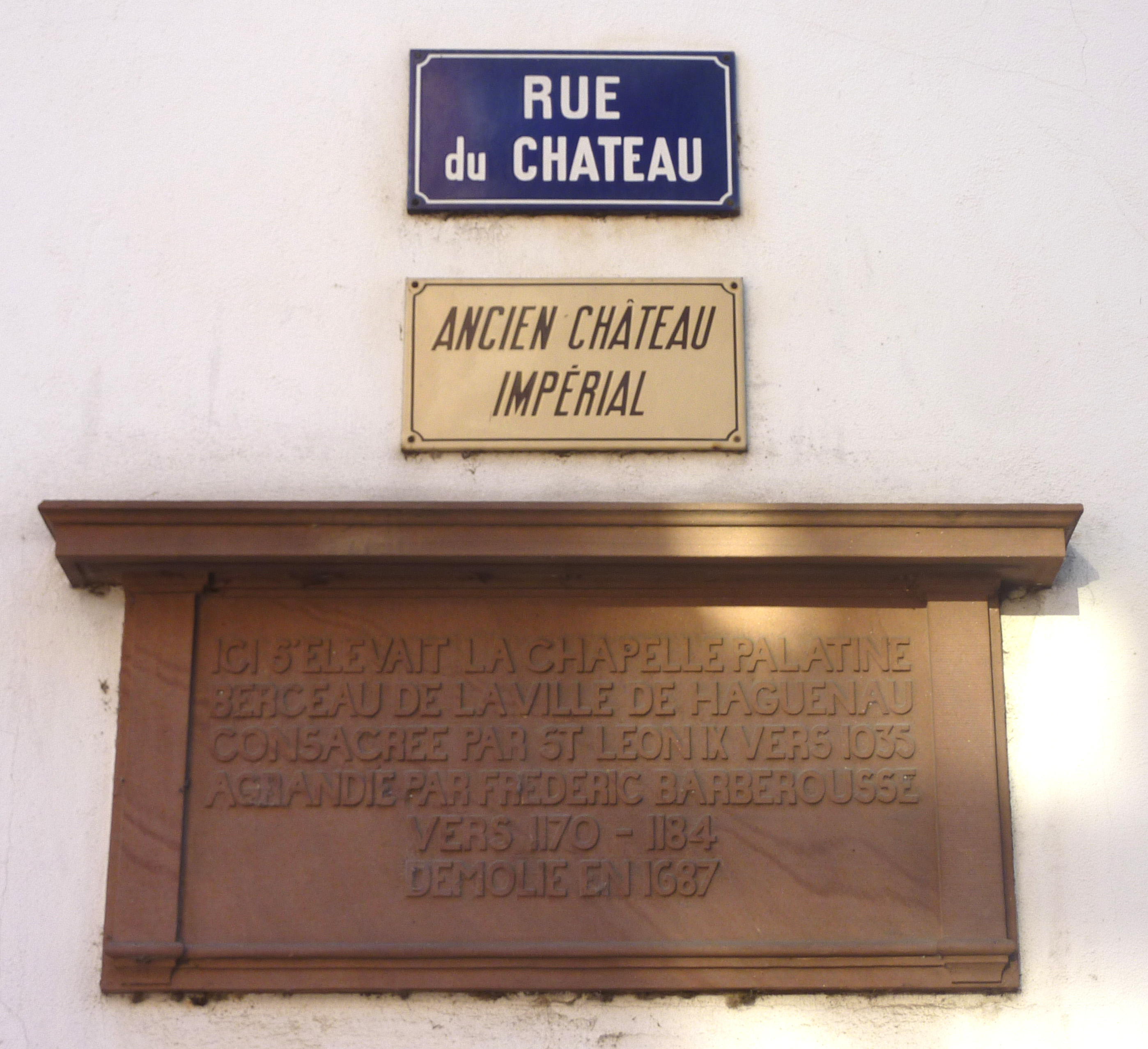
Gedenktafel an die Kaiserpfalz am Maison de Retraite
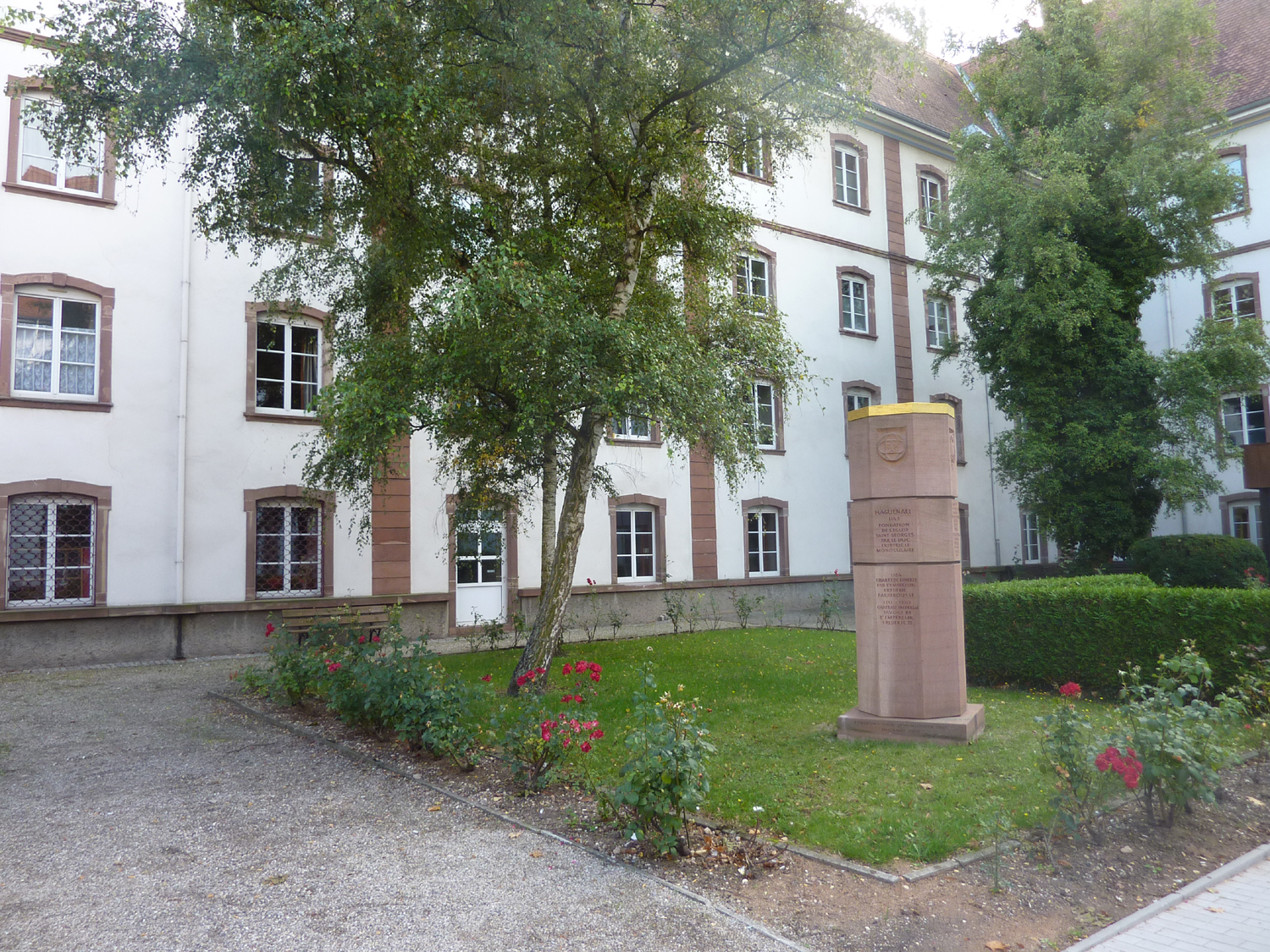
Stauferstele im Innenhof des Maison de Retraite
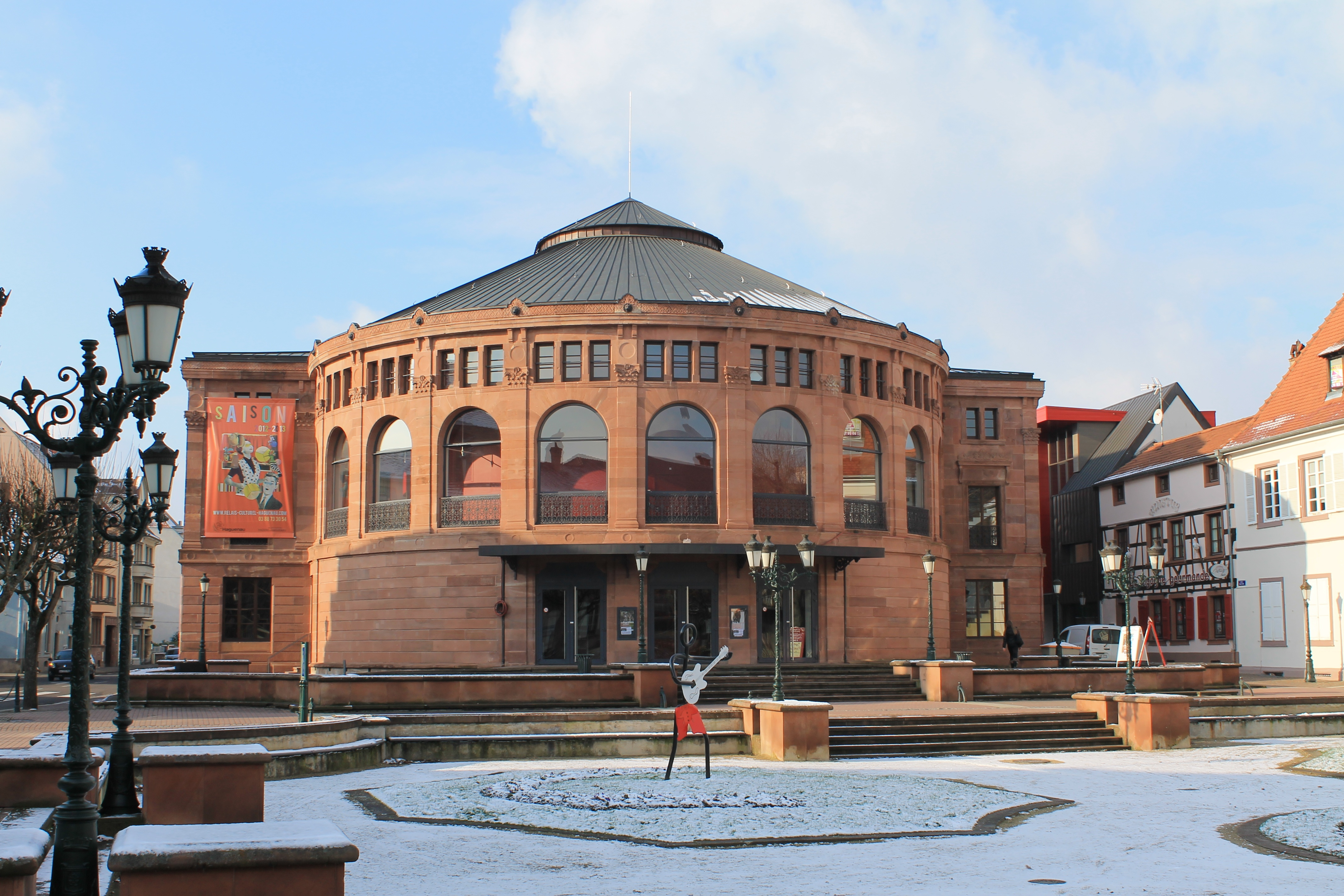
Stadttheater
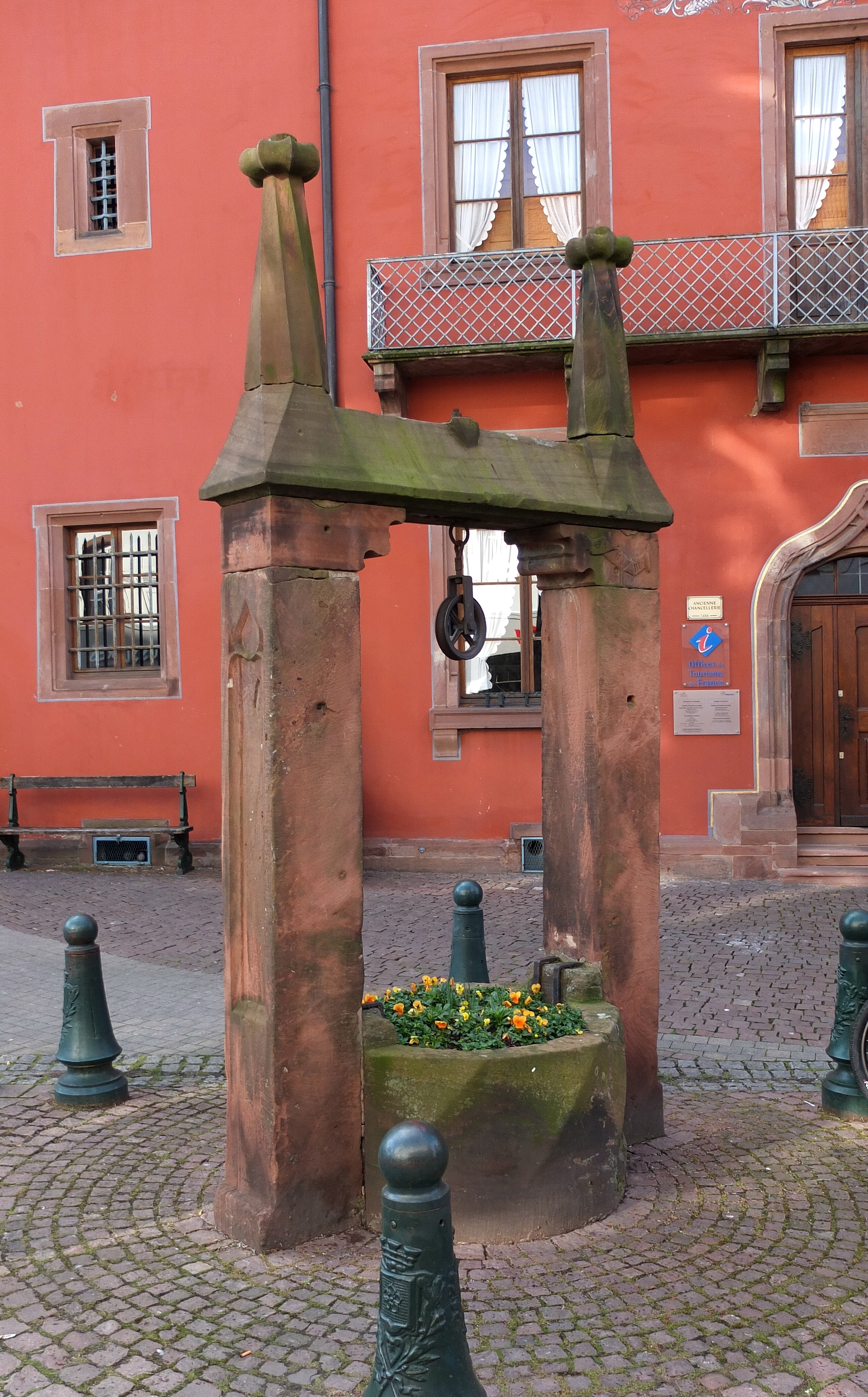
Brunnen aus dem 15. Jh.

## Wirtschaft und Infrastruktur

### Wirtschaft
Hagenau ist eine Verwaltung- und Industriestadt. Seit die Unterpräfektur von Wissembourg 2003 geschlossen wurde, ist Hagenau für den gesamten Norden des Département Bas-Rhin zuständig. 2018 arbeiteten 47 % der Bevölkerung im Öffentlichen Dienst und 12 % in der Industrie.
In Hagenau und Umgebung findet man Metall-Industrie Unternehmen aus den Sektoren Automobilzubehör wie Schaeffler, Werkzeugmaschinen wie Ryko France, Trumpf Machines und Société Alsacienne Machines Outils, Industrieautomatisierung wie Sherpa Mobile Robotics, Logiqua Automation und 2LA Automatismes industriels. Außerdem betreibt Mars Wrigley hier eine große Süßwarenfabrik.

### Verkehr

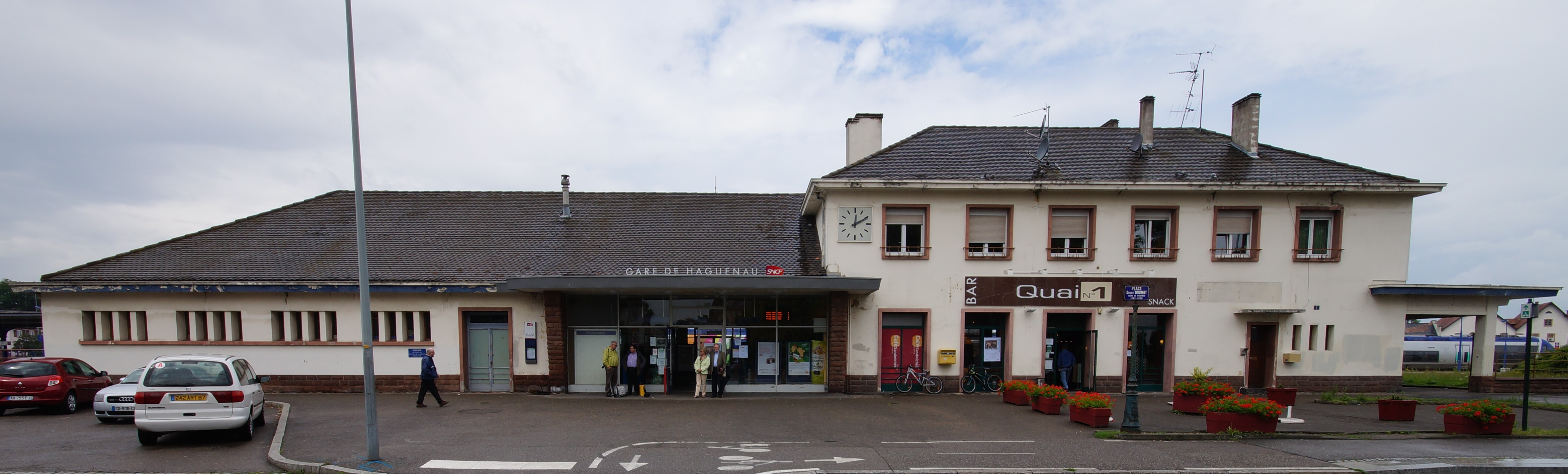
Empfangsgebäude des Hagenauer Bahnhofs

Der Bahnhof Haguenau liegt an den Bahnstrecken Vendenheim–Wissembourg und Haguenau–Niederbronn. Die Bahnstrecke Steinbourg–Rastatt ist größtenteils stillgelegt und wird im Bereich Hagenau nur noch für Schienengüterverkehr genutzt.
Die Departementsstraße 263 (ehemalige Nationalstraße 63) durchläuft die Stadt in Nord-Süd-Richtung, welche die Achse Straßburg–Wissembourg(–Weinheim via B 38) bildet. Von dieser zweigt im Stadtzentrum Richtung Westen die Departementsstraße 1062 (ehemalige Nationalstraße 62) ab, die über Bitsch Richtung Zweibrücken führt.
Der Flugplatz Haguenau dient der allgemeinen Luftfahrt.
Der Busverkehr in der Communauté d’agglomération de Haguenau wird durch die Ritmo organisiert. Der Bahnhof Haguenau ist der nördlichste Punkt des Straßburgers Regionalbahnsystems Réseau Express Métropolitain Européen.

### Bildung
In Hagenau befindet sich seit 2006 eine Außenstelle der Universität Straßburg, das Institut universitaire de technologie de Haguenau. Weiterführende Schulen in Hagenau sind das Collège Foch, Collège privé des Missions Africaines, Collège Kléber, Collège privé Sainte Philomène, Lycée des métiers Heinrich-Nessel UFA, Lycée Robert Schuman, Lycée des métiers André Siegfried und Lycée privé Sainte Philomène.
Das Stadtarchiv ist im Gebäude des Historischen Museums untergebracht.

## Städtepartnerschaft
Mit Landau in der Pfalz (Rheinland-Pfalz) wird seit 1963 eine Städtepartnerschaft gepflegt.

## Persönlichkeiten

### Söhne und Töchter der Stadt
- Reinmar von Hagenau (ca. 1165–1210) Minnesänger[31]
- Konrad Dankrotzheim (circa 1372–1444), elsässischer Reimdichter
- Josel von Rosheim (1476–1554), Rechtsgelehrter
- Wolfgang Capito (1478–1541), Reformator
- Heinrich Gran (tätig 1489–1527), Drucker
- Josias Rihel der Ältere (1525–1597), Buchdrucker in Straßburg von 1557 bis 1597
- Caspar Bitsch (1579–1636), Rechtsgelehrter
- Philipp Friedrich Böddecker (1607–1683), Komponist und Organist
- Moïse Durckheim (1805–1896), Rabbiner
- Xaver Joseph Nessel (1834–1918), Bürgermeister von 1870 bis 1902, Archäologe
- Léon Cahun (1841–1900), Schriftsteller und Orientalist
- Charles Paulus (1866–1931), Kameramann
- Louis Eisenmann (1869–1937), Slawist und Historiker
- Georg Clemens Müller (1875–1920), Arzt, Abgeordneter des Landtags des Reichslandes Elsaß-Lothringen für das Zentrum
- Fritz Schmiege (1880–1974), Jurist und Landrat zur Zeit des Nationalsozialismus
- Karl Gengler (1886–1974), Politiker, Landtagsabgeordneter
- Eduard Schott (1886–1952), deutscher Mediziner
- Eduard Stadtler (1886–1945), Reichstagsabgeordneter
- Johannes Stroux (1886–1954), Philologe, Althistoriker
- Paulus Volk (1889–1976), Kirchenhistoriker
- Paul Senge (1890–1913), Flugzeugpionier
- Kurt von Westernhagen (1891–1945), Offizier
- Rudolf Eichler (1893–1967), Kommunist und Widerstandskämpfer gegen das NS-Regime
- Hans Neidhard (1899–nach 1965), Jurist
- Peter Stühlen (1900–1982), Schriftsteller
- Alfred von Beckerath (1901–1978), Komponist und Dirigent
- Werner Barkholt (1902–1942), katholischer Geistlicher und Märtyrer
- Reinhold Lawnick (1902–1995), deutscher Ingenieur und Funktionär der NSDAP
- Marius Schneider (1903–1982), Musikethnologe und Hochschullehrer
- Paul Franke (1904–1985), deutscher Verwaltungsangestellter und hessischer Landtagsdirektor
- Lucien Sittler (1905–1987), Schriftsteller, Historiker, Stadtarchivar von Colmar
- Bruno-Augustin Hippel (1907–1970), katholischer Bischof von Oudtshoorn
- Richard Gehenn (1916–nach 1962), Geologe
- Pierre Seel (1923–2005), homosexueller KZ-Überlebender
- Marie-Louise Roth (1926–2014), Literaturwissenschaftlerin
- Marcel Loeffler (* 1956), Jazzmusiker
- Anne Sander (* 1973), französische Politikerin
- Sébastien Loeb (* 1974), Rallyefahrer und Ritter der Ehrenlegion
- Laurent Witz (* 1975), Animator und Filmproduzent
- Isabelle Grussenmeyer (* 1979), Liedermacherin
- Stéphane Besle (* 1984), Fußballspieler
- Serdar Gürler (* 1991), Fußballspieler
- Albano Olivetti (* 1991), Tennisspieler
- Baptiste Mischler (* 1997), Leichtathlet
- Pauline Schenkel, Künstlername Pauline (* 2000), Schlager- und Chanson-Sängerin

### Mit der Stadt verbundene Personen
- Heinrich von Hailfingen der Unbezunte war 1337–1340 Schultheiß von Hagenau und 1348 dort Vogt.
- Blanca von England (1392–1409), englische Prinzessin und durch Heirat von Ludwig III. (Pfalz), Pfalzgräfin bei Rhein. Sie starb am 22. Mai 1409 in Hagenau und wurde in feierlichem Zug nach Neustadt an der Weinstraße überführt, wo sie in der dortigen Stiftskirche ruht.
- Diebold Lauber (vor 1427–nach 1471), Verleger
- Diebold Schilling der Jüngere (vor 1460–1515 (?)), Chronist
- Johann Setzer (1478–1532), Buchdrucker, in den Jahren 1523–1532 in der Stadt Hagenau tätig[32]
- Friedrich Hammer, Bildhauer und Steinmetz, in den Jahren 1519–1544 in der Stadt Hagenau tätig
- Eulogius Schneider (1756–1794), Franziskaner, Professor, Jakobiner[33]
- Joseph Guerber (1824–1909), Schriftsteller und Journalist, Vikar in Hagenau
- Alfred Döblin (1878–1957), deutscher Schriftsteller, von 1917 bis 1919 als Militärarzt in Hagenau stationiert[34]
- Elek Schwartz (1908–2000), rumänischer Fußballspieler und -trainer
- Huguette Dreikaus (1949), elsässer Schriftstellerin und Humoristin, lebt in Hagenau.[35]